# Kudathini, Bellary
Kudathini là một làng thuộc tehsil Bellary, huyện Bellary, bang Karnataka, Ấn Độ.